# Майкл Паліотта
Майкл Паліотта (англ. Michael Paliotta; 16 квітня 1993, м. Вестпорт, США) — американський хокеїст, захисник. Виступає за «Чикаго Блекгокс» у Національній хокейній лізі.
Виступав за Вермонтський університет (NCAA), «Чикаго Блекгокс».
В чемпіонатах НХЛ — 1 матч (0+0).
У складі юніорської збірної США учасник чемпіонату світу 2011.
Досягнення
- Переможець юніорського чемпіонату світу (2011)